# Première vague féministe
Vous lisez un « bon article » labellisé en 2016.

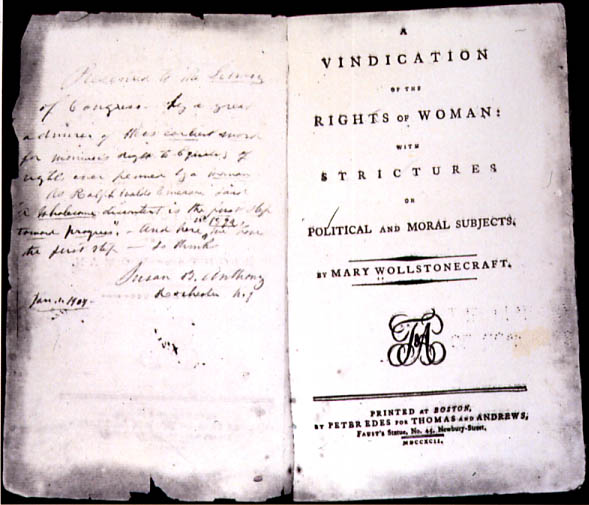
Page frontispice de en, ouvrage de Mary Wollstonecraft réclamant plus de droits pour les femmes. Livre publié en 1792 à Boston aux États-Unis.

La première vague féministe est une période de l'histoire du féminisme qui va des années 1850 à 1945 et qui concerne les pays européens et les États-Unis.
Pour chaque pays, l'apparition du mouvement féministe marque le début de la période et l'accès au droit de vote des femmes en marque la fin. Cependant, comme cela ne se produit pas au même moment dans chaque État, les dates précises diffèrent. La naissance d'un mouvement féministe signe le début de cette première vague mais cela ne signifie pas qu'avant le XIXe siècle personne ne s'était soucié des conditions de vie des femmes. Dès le Moyen Âge, de rares femmes, à l'image de Christine de Pisan, avaient évoqué la misogynie, mais il faut attendre la seconde moitié du XIXe siècle pour que le mouvement féministe naisse réellement. Aux États-Unis, la Convention de Seneca Falls de 1848 est souvent choisie comme point de départ du féminisme ; au Royaume-Uni, aucun évènement ne permet de donner une date de naissance précise. La parution de plusieurs ouvrages dès la fin du XVIIIe siècle pose progressivement la question de la place de la femme dans la société sur le devant de la scène. En France, la partielle liberté de parole au début du Second Empire permet l'émergence du féminisme à la suite d'André Léo, pseudonyme de Léodile Champseix. Enfin, en Allemagne et dans le reste de l'Europe, les révolutions de 1848 amènent avec elles l'aspiration féminine à plus de liberté tout comme le fait en Russie, l'avènement de l'empereur russe Alexandre II.
Le terme de « première vague » est donné a posteriori lorsque des féministes dans les années 1960 se désignent comme faisant partie de la deuxième vague féministe. La journaliste Martha Weinman Lear introduit, pour la première fois, la notion de « vagues » féministes, dans un article du New York Times Magazine de mars 1968. Ainsi, elle unifie et limite le mouvement passé qui ne s'était pas pensé ainsi. Cette première vague est alors souvent présentée comme cherchant seulement à obtenir le droit de vote pour les femmes. Les autres sujets qui préoccupaient aussi les féministes du début du XXe siècle sont ignorés par la plupart des féministes de cette nouvelle génération. Or, le droit à l'éducation et au travail, l'accès aux droits civils, la maîtrise de la procréation sont aussi des points importants dans les luttes féministes de la première vague. Celle-ci est fortement associée au mouvement des suffragettes mais elle ne s'y limite pas ; tracts, manifestations, créations d'associations, dans tous les pays où le féminisme se développe, sont utilisés pour atteindre l'égalité entre les hommes et les femmes.

## Origine de l'expression
Les féministes du XIXe siècle et du début du XXe siècle ne se sont jamais présentées comme faisant partie d'une « vague ». Ce sont les féministes américaines des années 1960-1970 qui ont revendiqué l'appellation « seconde vague du féminisme ». Elles inscrivent ainsi leurs luttes dans une histoire longue avec des périodes distinctes. Une première vague, exclusivement américaine, se retrouve clairement bornée entre la Convention de Seneca Falls de 1848 et l'accession au droit de vote en 1920. Elle est suivie d'un reflux de la lutte des femmes après guerre puis d'une reprise dans les années 1960. En mars 1968, la journaliste Martha Weinman Lear, dans un article du New York Times Magazine, explique que les féministes de cette nouvelle génération se présentent comme étant la seconde vague. Elle acte ainsi une expression existante mais qui n'avait pas encore l'honneur de l'écrit. L'expression se diffuse ensuite en Europe dans les années 1970. Ainsi, en France, la formation de groupes informels en 1968 et le dépôt de la gerbe sur la tombe du soldat inconnu adressée à « l'épouse du soldat inconnu » le 26 août 1970 servent à dater la deuxième vague et rétrospectivement à faire de l'ensemble des féministes des décennies précédentes la première vague.

## Histoire

### Prémices de la première vague féministe

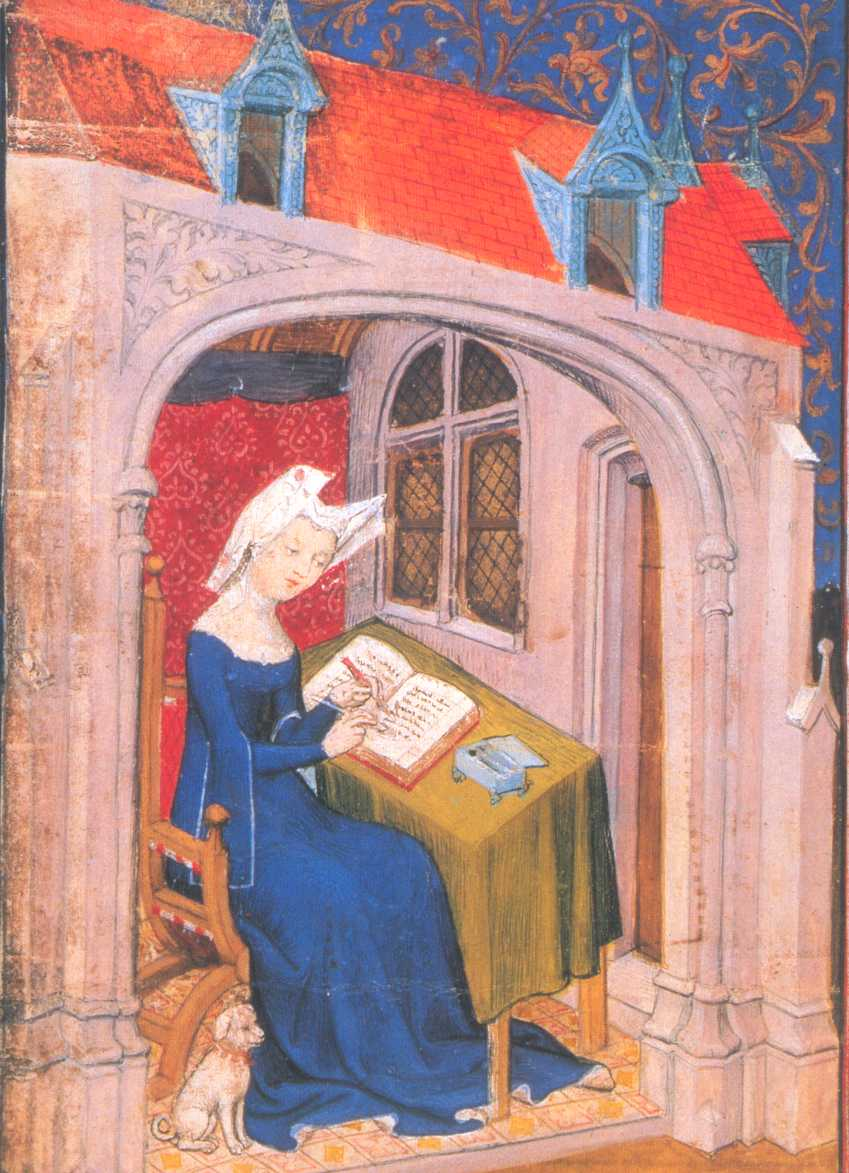
Christine de Pisan, œuvre de 1407.

En Europe, des femmes ont très tôt cherché à être mieux traitées. Ainsi l'écrivaine française Christine de Pisan (1364-1430) est, selon Simone de Beauvoir, la première femme à écrire sur la relation entre les sexes et à dénoncer la misogynie. Toutefois, c'est au XVIIIe siècle que sont habituellement datés les prémices du féminisme. Ces revendications en faveur d’une émancipation des femmes apparaissent en France durant la Révolution française, notamment dans les cercles privés de l’aristocratie. Cette volonté d’accéder à une certaine autonomie est relayée par des personnalités influentes comme Nicolas de Condorcet et Olympe de Gouges. Cette dernière reste célèbre pour sa Déclaration des droits de la femme et de la citoyenne de 1791, qui s’oppose ouvertement au cinquième livre de l’Émile ou De l'éducation de Jean-Jacques Rousseau, publié en 1762. Les idées de cette femme d’influence lui coûteront la vie puisqu’en 1793, deux ans après la publication de son œuvre, elle sera guillotinée. Ce désir assumé des femmes françaises de s’émanciper sera cependant contré par l’établissement du code civil de 1804, qui insiste lourdement sur la place secondaire de la femme dans la société.

### Présentation générale
La fin du XVIIe siècle et le début du XIXe siècle préparent ce qui est communément appelé la première vague féministe qui va de la fin du XIXe siècle au milieu du XXe siècle. Selon les pays, les dates attribuées au commencement et à la fin de cette période varient. Il s'agit d'un mouvement de libération des femmes qui se développe dans les pays européens et américains. En effet, même si des femmes en Afrique ou en Asie réclament une amélioration de leur condition, elles ne peuvent construire, dans leurs pays colonisés ou dominés par les Européens, un mouvement organisé comme en Occident. Le mouvement féministe naît d’une volonté de réformer les institutions en vue d’une égalité des hommes et des femmes devant la loi. Ces revendications s’organisent autour de cinq axes majeurs, à savoir : l’égalité des sexes, la libération et l’émancipation des femmes, l’accès à l’autonomie (accès au travail, meilleure éducation), les dépendances conjugales (droit au divorce) et la lutte contre l’exploitation sexuelle (autodétermination des corps).

### Féminisme en Europe

#### Le Royaume-Uni, berceau de la première vague féministe

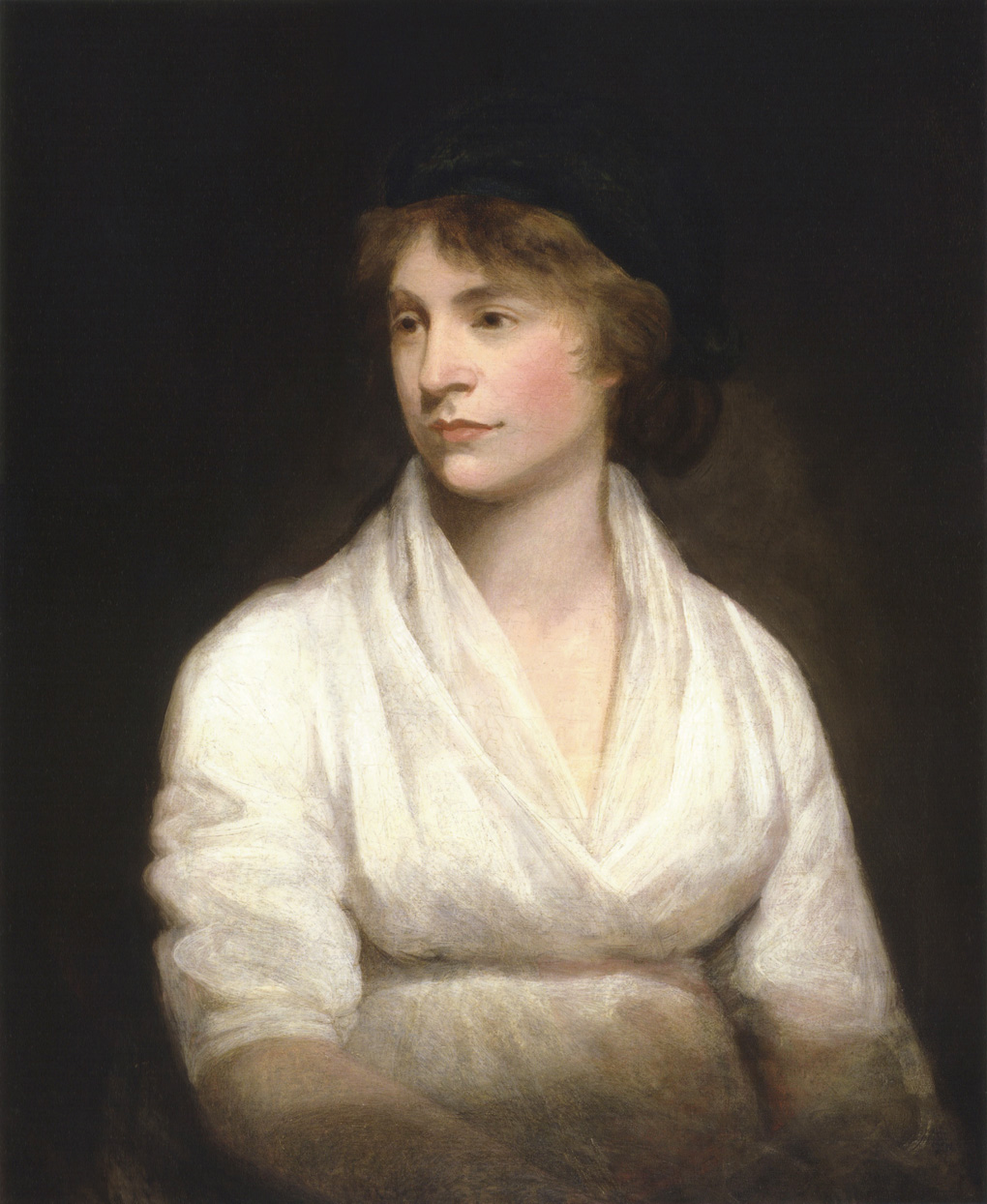
Portrait de Mary Wollstonecraft par John Opie (env. 1797).

Même si le féminisme n'appartient pas à un pays, il est d'usage de le faire naître au Royaume-Uni. Il n'apparaît pas là ex nihilo mais est le fruit d'une longue réflexion sur la place des femmes dans la société. Plusieurs ouvrages majeurs participent à cette prise de conscience. Le premier écrit par Mary Wollstonecraft s'intitule A Vindication of the Rights of Woman (Défense des droits de la femme). Il est publié en 1792 et aborde la question de l'éducation des femmes pour leur permettre d'exercer au mieux leur raison. Ce texte majeur inspire d'autres auteures comme Mary Hays qui écrit en 1798 Appeal to the Men of Great Britain on Behalf of Women et Mary Robinson qui la même année écrit Thoughts on the Condition of Women, and on the Injustice of Mental Subordination. Le deuxième livre majeur est Appeal of One Half the Human Race, Women, Against the Pretensions of the Other Half, Men, to Retain Them in Political, and thence in Civil and Domestic Slavery du philosophe William Thompson publié en 1825. Bien qu'il soit coécrit avec Anna Wheeler, seul le nom de Thompson apparaît. Malgré ce manque de reconnaissance, Anna Wheeler écrit toujours des articles publiés dans le journal owéniste The Crisis. Elle s'attaque à l'institution du mariage qui oblige l'épouse à être soumise et elle exprime ouvertement ses idées sur le plaisir sexuel de la femme. Cette question de l'inégalité dans le couple est aussi au cœur des préoccupations de Caroline Norton qui se bat pour que le droit au divorce soit le même quel que soit le sexe et pour que la femme mariée obtienne une existence légale distincte de celle de son mari. En 1857, plusieurs de ses propositions sont transcrites dans une loi, le Marriage and Divorce Act mais cela n'empêche pas d'autres féministes comme Frances Power Cobbe ou Barbara Bodichon de prendre le relais en exigeant l'abrogation des lois qui font de l'épouse un être soumis à son mari. Bodichon en 1854 écrit A Brief Summary in Plain Language of the Most Important Laws In England Concerning Women et veut la possession de biens en propre par la femme. Cela sera accordé en 1882 grâce au Married Women's Property Act,.
À partir des années 1850, une partie des féministes adhèrent aux thèses marxistes et lient la lutte pour la libération de la femme à celle de la lutte des classes. En abattant le système capitaliste les femmes, comme les ouvriers, seront libérées de leurs chaînes. Une des personnalités importantes de ce mouvement féministe socialiste est Eleanor Marx, fille de Karl Marx, qui en 1886 écrit The Woman Question : From a Socialist Point of View mais elle n'est pas la seule à être active dans ce mouvement où se trouvent aussi Olive Schreiner, Elizabeth Robins et Mona Caird.

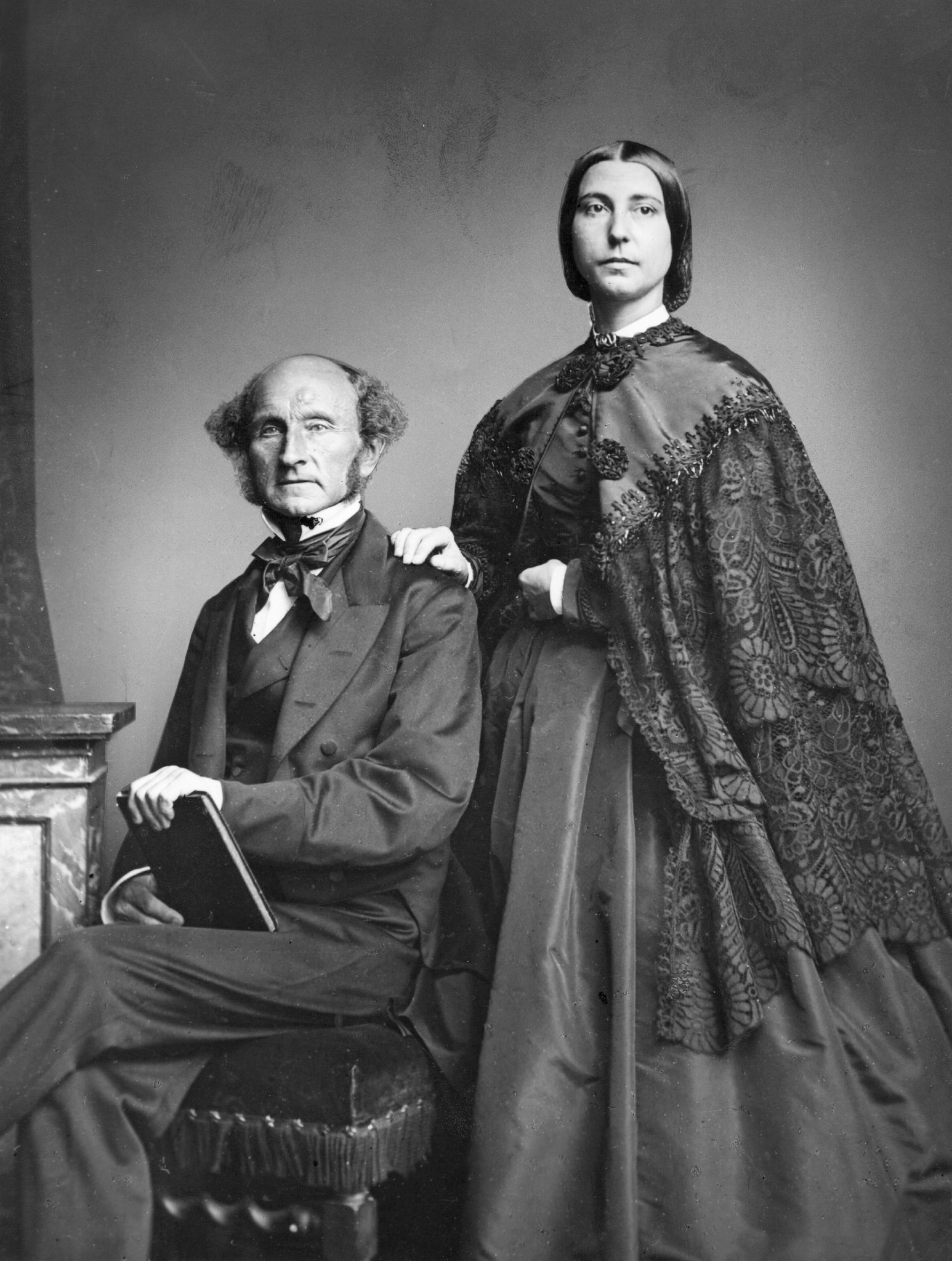
Le couple Harriet Taylor et John Stuart Mill.

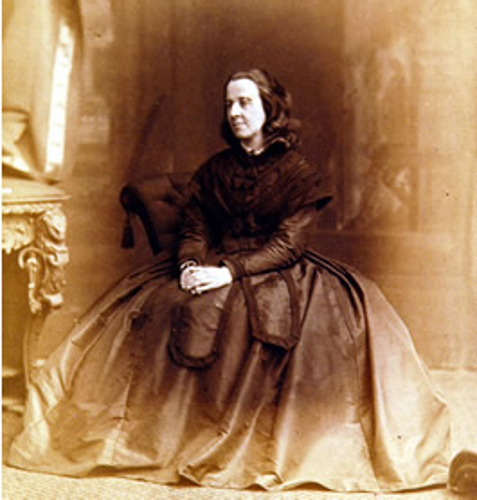
Bessie Rayner Parkes
(1829-1925).

Entre le début du féminisme socialiste et la publication de l'ouvrage de Marx, un troisième ouvrage majeur paraît. The Subjection of Women (De l'assujettissement des femmes) est écrit en 1869 par John Stuart Mill. Bien que Mill prône l'égalité du mari et de l'épouse, il ne soutient pas l'idée d'une indépendance financière de la femme. Il s'oppose ainsi aux vues de son épouse, Harriet Taylor Mill qui, en 1851, avait défendu ses opinions dans un pamphlet intitulé The Enfranchisement of Women,. Mill, en plus d'écrire, soutient aussi concrètement les actions féministes. Ainsi en avril 1886, il porte au parlement une pétition d'environ 1 500 signatures réclamant le droit de vote pour les femmes. Il se fait ainsi le porte-parole des Ladies of Langham Place, un groupe féministe fondé dans les années 1850 dont Barbara Bodichon, Bessie Rayner Parkes, Anna Jameson et Matilda Hays sont les membres fondateurs. Cette lutte pour le droit de vote des femmes marque de façon très importante le féminisme du XIXe siècle. Schématiquement, dans un premier temps les féministes britanniques veulent obtenir l'égalité civique en demandant surtout des réformes constitutionnelles puis à partir de 1905 en réclamant le droit de vote. La conquête de ce droit divise les féministes selon qu'elles veulent le même droit que celui des hommes ou si elles le réclament pour toutes les femmes. En effet, le droit de vote au Royaume-Uni est à l'époque de type censitaire puisque seuls les hommes propriétaires de leur demeure pouvaient voter. Certaines féministes comme Millicent Fawcett ne remettent pas en cause ce système et veulent seulement qu'il soit étendu aux femmes. Cependant, comme celles-ci sont très rarement propriétaires et que ce n'est jamais le cas dans les classes inférieures de la société, cela empêche la majorité des femmes d'obtenir le droit de vote. C'est pour cette raison que d'autres personnalités comme Esther Roper soutiennent l'idée d'un droit de vote accordé à tout le monde. Les méthodes employées pour obtenir ce droit divisent aussi les féministes qui se partagent en suffragettes et suffragistes.

##### Les suffragettes, un symbole social fort

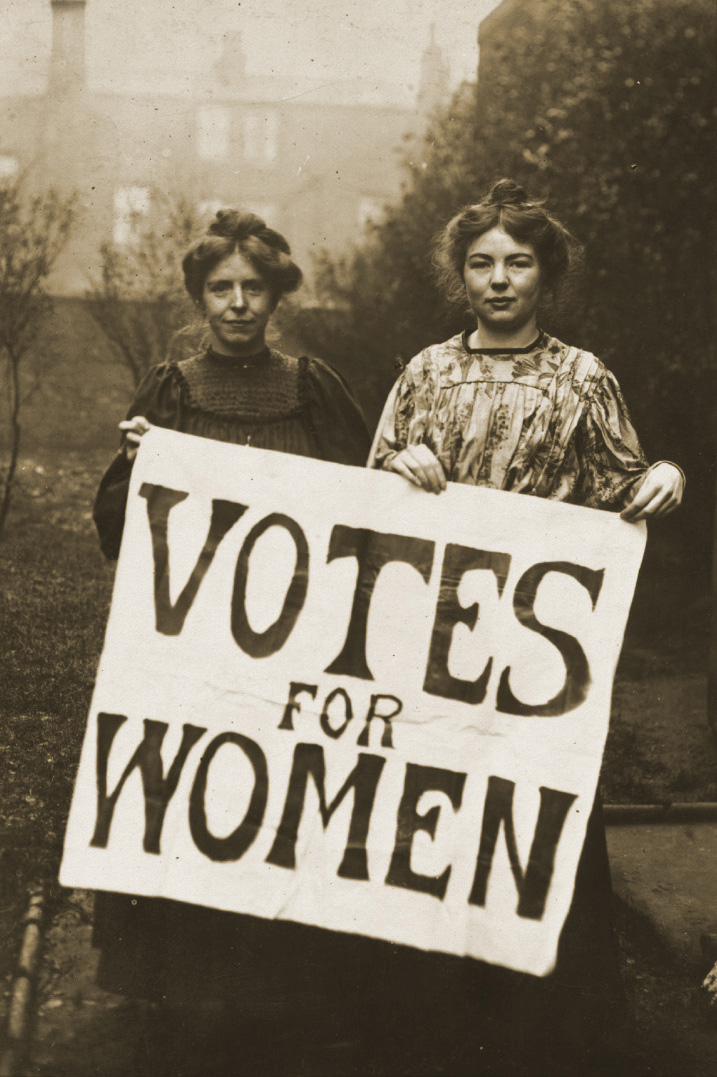
Annie Kenney et Christabel Pankhurst : deux suffragettes anglaises vers 1908.

Le terme de suffragette désigne, en Grande-Bretagne, les femmes appartenant à l’Union sociale et politique des femmes. Ce parti est créé le 10 octobre 1903 par l’une des militantes les plus engagées dans la cause, Emmeline Pankhurst, soutenue par sa fille Christabel Pankhurst. Les suffragettes ont la particularité de recourir à la violence et de se radicaliser pour obtenir gain de cause, contrairement aux suffragistes qui eux, revendiquent une démarche pacifiste. Toutefois, les deux groupes ne sont pas hermétiques et certaines suffragistes soutiennent des actions militantes tant qu'elles ne sont pas vues comme une fin en soi. Afin de faire entendre leur voix, les suffragettes n’hésitent pas à utiliser des méthodes telles que la grève de la faim, les manifestations, les campagnes d’influence, le terrorisme, etc.. Plusieurs d'entre elles témoignent de l’animosité de cette époque comme Emily Davison (1872-1913), une militante féministe britannique ralliée au parti de Mrs Pankhurst, qui meurt en voulant porter haut les couleurs de la cause féministe. Des textes de féministes comme ceux de Emmeline, Christabel et Sylvia Pankhurst détaillant leurs combats et les violences qu'elles ont subies lors de leurs arrestations et de leurs séjours en prison, mettent en porte-à-faux le système policier et judiciaire tout en servant d'exemple aux féministes. Des évènements tragiques marquent aussi la longue lutte pour le droit de vote des femmes comme le Black Friday de novembre 1910, quand le projet de loi instituant le vote des femmes est rejeté. Trois cents femmes manifestent mais sont victimes d'une répression policière d'une extrême violence, puisqu'une manifestante succombe à ses blessures.
En 1918, les femmes obtiennent une première victoire car le droit de vote est accordé pour celles qui ont plus de trente ans. En 1928, une seconde étape est atteinte puisque l'âge n'entre plus en ligne de compte et qu'elles peuvent voter à partir de 21 ans comme les hommes. Cette victoire entraîne aussi le déclin du mouvement féministe, bien que de nombreuses attentes n'aient pas reçu de réponse. Il faut attendre l'après Seconde Guerre mondiale pour qu'un nouveau mouvement féministe émerge au Royaume-Uni et revendique l'amélioration du sort des femmes dans ces années d'essor économique. C’est la période d’entre-deux-guerres qui va contribuer à un changement des mentalités, changement dû au rôle primordial joué par les femmes et lié à une remise en question de l’organisation sociale.
Le Royaume-Uni se présente donc comme le berceau de cette première vague féministe, à dominante républicaine et protestante. Bien que le féminisme de l’entre-deux-guerres soit multiple, on retient de cette période le mouvement des suffragettes qui reste aujourd’hui encore un symbole fort de la lutte des femmes pour l’accès aux mêmes droits que les hommes.

#### France

##### Des origines à 1914

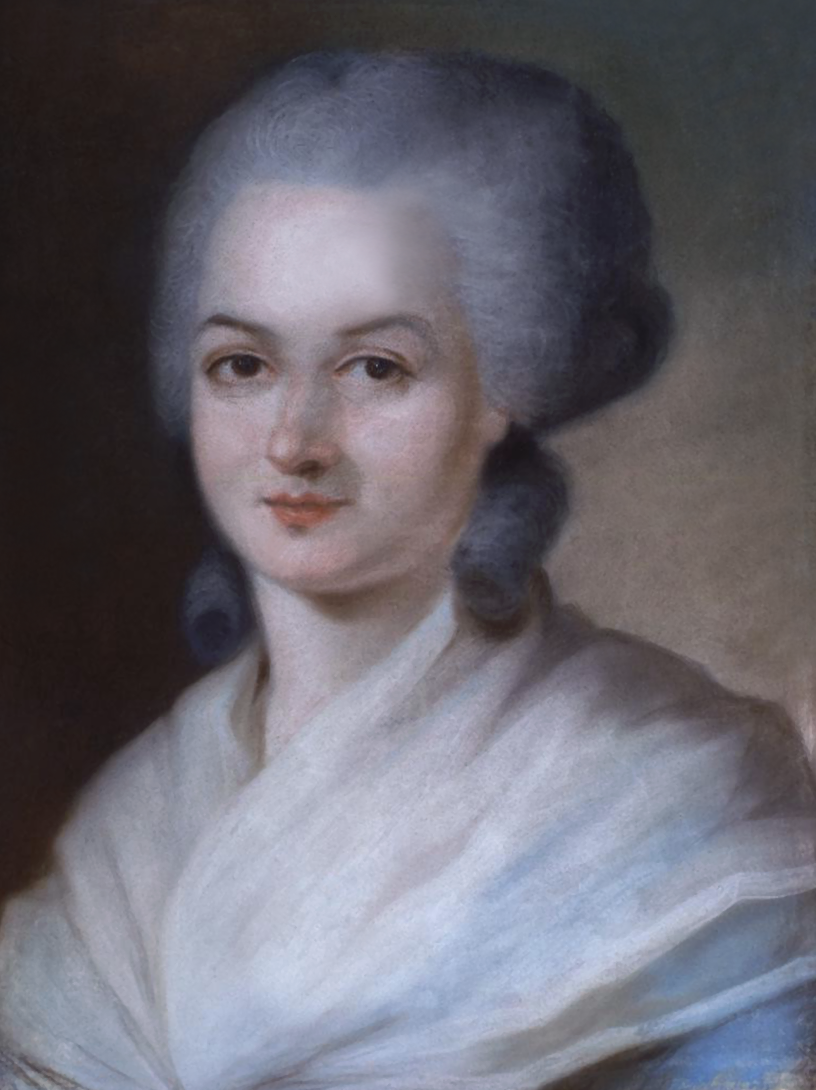
Olympe de Gouges.

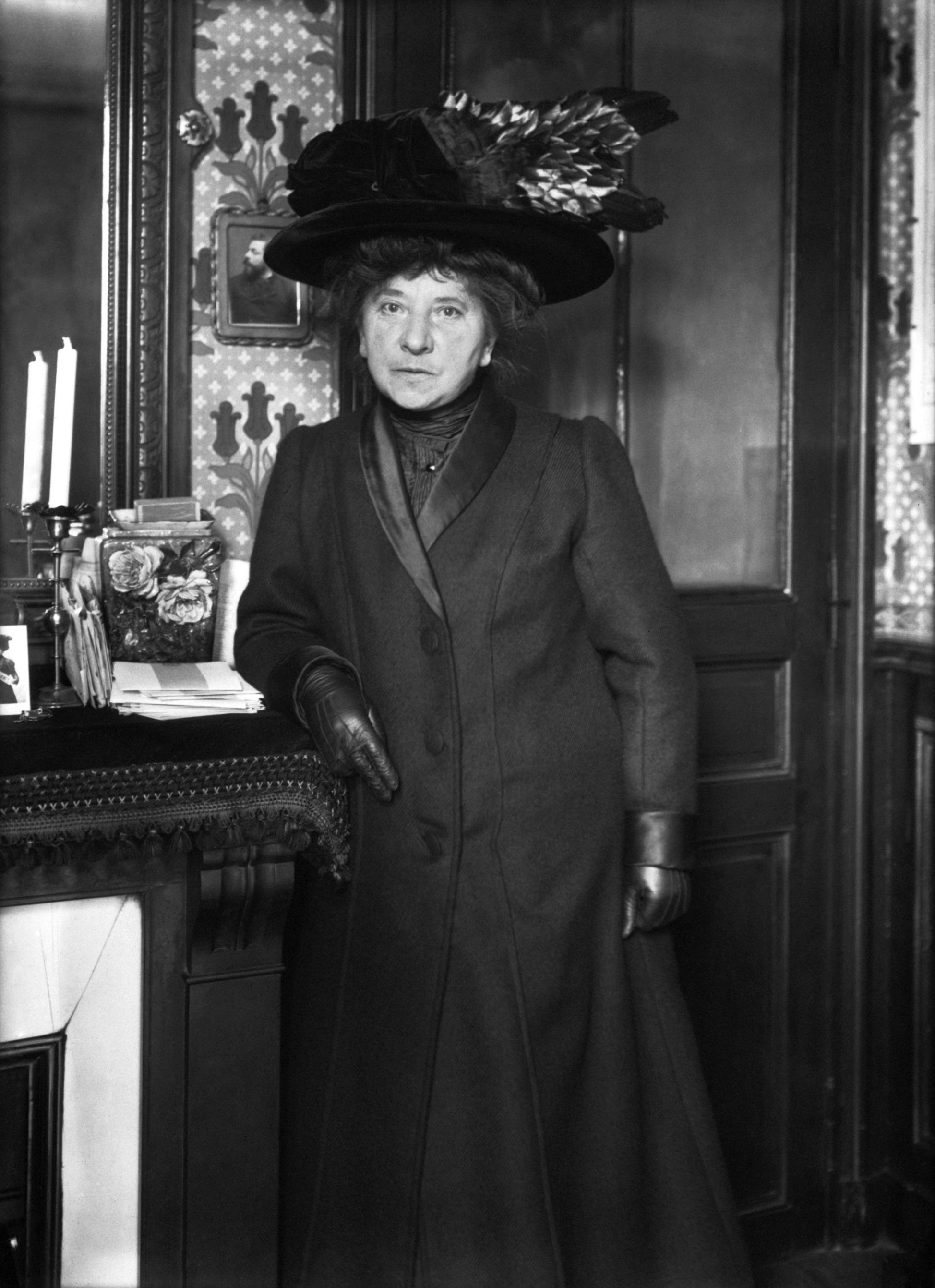
Hubertine Auclert en 1910.

La défense des droits des femmes est ancienne en France. Marie de Gournay au XVIIe siècle ou Olympe de Gouges pendant la Révolution française prônent déjà l'égalité des sexes. Cependant les premières féministes françaises apparaissent seulement après les années 1860. Elles suivent l'exemple d'André Léo, pseudonyme de Léodile Champseix, qui, comme d'autres femmes, profite de la relative liberté promue par le Second Empire à ses débuts, pour publier des ouvrages consacrés à l'égalité des sexes. En 1866, elle crée l'« Association pour l'amélioration de l'enseignement des femmes » et en 1868, elle publie un texte défendant l'égalité des sexes qui est à l'origine du premier groupe féministe français. D'autres femmes défendent aussi l'idée de la libération des femmes comme Julie-Victoire Daubié, première femme à obtenir le baccalauréat en 1861, Paule Minck, Amélie Bosquet, Adèle Esquiros, etc. Toute cette réflexion se traduit par la création de journaux comme Le Droit des femmes de Léon Richer en 1869 et d'associations comme la « Société pour la revendication des droits civils de la femme » par André Léo aussi en 1869. Les mouvements pour l'amélioration de la condition féminine ne sont pas alors toujours d'accord sur ce qui est primordial. Les uns mettent en avant l'éducation des filles alors que d'autres réclament l'égalité civile avant tout.
En 1878 se tient le premier Congrès international du droit des femmes qui travaille surtout sur l'amélioration du droit dans la vie courante (droit du travail, reconnaissance du travail ménager, etc.) et ne se préoccupe pas du tout des droits politiques. À part une minorité dont fait partie Hubertine Auclert, personne ne réclame l'égalité complète de l'homme et de la femme. Si les socialistes dans les premiers temps de la République soutiennent cette idée, ils l'oublient rapidement à partir du congrès du Havre en 1880. Cette fin du XIXe siècle est une période d'améliorations limitées de la condition des femmes, dont les rôles doivent se limiter à ceux de l'épouse et de la mère ; elle est aussi marquée par la naissance de groupes féministes dont le but est l'égalité complète. La plupart des féministes préconisent une stratégie à long terme avec une progression continue des droits. Dans ce mouvement modéré se retrouvent la « Société pour l'amélioration du sort des femmes » fondée en 1878 et présidée par Maria Deraismes et la « Ligue française pour le droit des femmes » fondé en 1882 par Léon Richer. Toutefois certaines femmes sont beaucoup plus virulentes comme Hubertine Auclert qui préconise la grève de l'impôt et veut inscrire les femmes sur les listes électorales. Elle organise le 14 juillet 1881 la première manifestation féministe en opposant la prise de la Bastille et le refus d'accorder des droits aux femmes. C'est aussi elle qui donne au mot féminisme son sens actuel de lutte pour améliorer la condition féminine. En effet, jusqu'alors le mot était soit un terme médical utilisé pour désigner les sujets masculins dont le développement de la virilité s'est arrêté, soit, sous la plume d'Alexandre Dumas fils, un terme péjoratif.

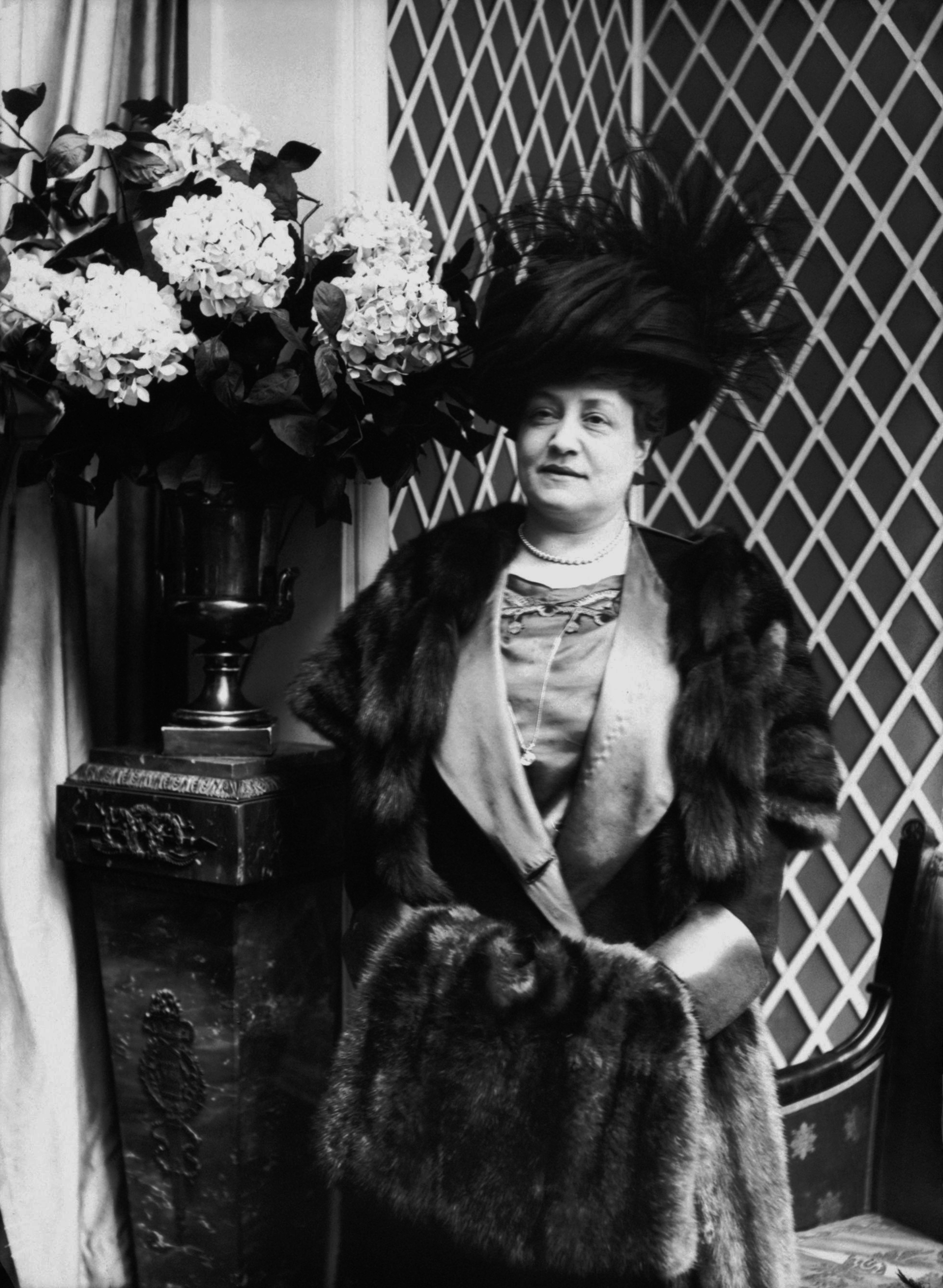
Marguerite Durand (1864-1936), en 1910.

Dans les années 1890, le nombre d'associations féministes augmente ; chacune ayant des sensibilités différentes. En 1891 est créée la Fédération française des sociétés féministes pour les rassembler. Ces associations multiplient les actions pour faire évoluer le droit des femmes et particulièrement les droits civiques. Il faut noter toutefois que nombre de ces associations ont un caractère philanthropique et mêlent à leurs revendications des actions pour aider les démunis. Ceci n'est d'ailleurs pas toujours du goût des féministes radicales. Face à ces demandes, les pouvoirs en place accordent de nouveaux droits comme le droit de divorcer mais tentent de renvoyer sans cesse les femmes au foyer. Ainsi, en 1889 le « Congrès international du droit des femmes » est renommé « Congrès des œuvres et institutions féminines » et la présidence est assurée par un homme, Jules Simon. Pour faire face à cela, des féministes, en juin 1889, sous la direction de Léon Richer et Maria Deraismes organisent le Congrès du droit des femmes. D'autres féministes partagent ce point de vue comme Marguerite Durand. Elle crée le journal La Fronde pour présenter les actions féministes. Ainsi le féminisme français se partage entre organisations assagies et mouvements radicaux. Les premières coopèrent avec le pouvoir en place alors que les secondes critiquent la faiblesse de ce genre de mouvement. Un cas exemplaire est la création en avril 1901 du Conseil national des femmes françaises marqué par le protestantisme. À ses débuts, le conseil n'est pas féministe mais il évolue peu à peu et en 1907, 102 organisations, regroupant 73 000 membres en font partie. Les féministes finissent par en prendre le contrôle et en 1909 le conseil crée l'Union française pour le suffrage des femmes qui a pour fin de créer un parti féministe. Le nombre de membres de l'Union progresse rapidement et passe de 6 000 en 1912 à 12 000 en 1914. Cependant le conseil est vivement critiqué par des féministes comme Madeleine Pelletier et Hubertine Auclert qui lui reprochent ses liens avec l'église protestante et sa pusillanimité. Cette époque du féminisme est aussi marqué par la diffusion de nombreux journaux comme La Suffragiste de Madeleine Pelletier dans lequel tous les thèmes qui intéresseront les générations postérieures (droit de vote, harcèlement sexuel, etc.) sont déjà abordés.

##### De 1914 à 1945

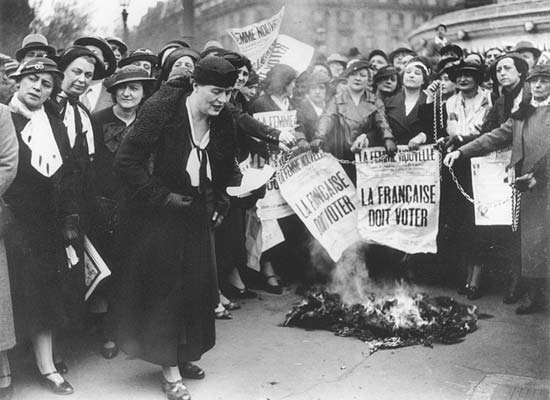
Louise Weiss (1893-1983), en 1935, parmi des suffragettes.

Durant la Première Guerre mondiale les organisations féminines françaises se rallient très majoritairement à l'effort de guerre et mettent de côté leurs exigences électorales. Malgré cette soumission et l'évolution de la place des femmes qui remplacent les hommes partis au front, la loi et les mentalités changent peu. La femme doit rester au foyer et se soumettre à son époux. Le travail féminin est considéré alors comme un mal nécessaire. L'immédiate après-guerre ne change pas la donne et les mouvements féministes ne sont plus dans une phase de combat contre l'idéologie masculine. Les féministes continuent de réclamer l'égalité des droits mais acceptent dans le même temps l'image idéale de la femme, mère au foyer. Ceci est d'autant plus important que la baisse de la population causée par la guerre entraîne une politique familiale volontariste. La plupart des féministes sont donc d'accord avec les lois réprimant l'avortement votées en 1920. Cependant, cette identité féminine liée à la maternité sert aussi à réclamer l'amélioration de la condition des femmes, et en particulier des travailleuses. Pour protéger les mères, il faut que la loi leur accorde des droits. Le droit de vote est alors toujours une demande forte qui se fait plus pressante à mesure que d'autres États l'accordent aux femmes. Après la Russie en 1917, l'Angleterre en 1918, l'Allemagne en 1919 et les États-Unis en 1920, le retard français apparaît incohérent. En 1919, sur la proposition de René Viviani et Aristide Briand le droit de vote des femmes est voté par la Chambre des députés mais le Sénat rejette le projet de loi en 1922. Cela ne décourage pas les féministes qui multiplient les actions. Certaines militent dans les partis politiques, d'autres diffusent des tracts, placardent des affiches ou manifestent. Malgré cela, rien ne change et, au contraire, dans les années 1930 la situation empire. La montée du chômage liée à la crise économique renvoie les femmes dans leurs foyers. L'opinion publique, quelle que soit son orientation politique, considère majoritairement que la place naturelle des femmes est d'être à sa maison pour s'occuper de son mari et de ses enfants. Certaines féministes refusent cela et, sous l'influence de Louise Weiss, organisent des actions dans la rue pour que la visibilité de leur combat soit améliorée. Ainsi en 1935, des femmes s'enchaînent à la colonne de Juillet et en 1936 elles interrompent la course hippique de Longchamp.
En 1935 puis en 1936, l'Assemblée nationale accepte le droit de vote des femmes mais le Sénat refuse encore de se saisir de la proposition de loi. Une exception notable à cet assujettissement des femmes est la loi sur les droits civils de la femme mariée votée le 18 février 1938. Bien que le mari reste le chef de famille, l'épouse peut accomplir plusieurs actes de la vie civile comme ouvrir un compte ou faire des études sans avoir l'autorisation de son époux. La place de la femme sous le régime de Vichy est au foyer et cette idéologie n'a pas de difficulté à s'imposer puisqu'elle était déjà présente les années d'avant-guerre. La restauration de la République après la victoire alliée apporte avec elle le droit de vote et le droit d'être éligible aux femmes. Dans ces années de reconstruction, cette avancée n'est même pas mise en avant, comme si elle apparaissait normale. Cependant cette victoire ne signifie pas une remise en cause de l'image de la femme. Comme après la Première Guerre mondiale, la maternité est mise en valeur pour compenser les morts et les naissances qui n'ont pas eu lieu durant les années d'occupation. Les organisations féministes acceptent cela et s'étiolent durant les années 1950. Il faudra attendre les années 1960 pour qu'elles reprennent de la vigueur avec pour objectif la maîtrise de la procréation.

#### Allemagne

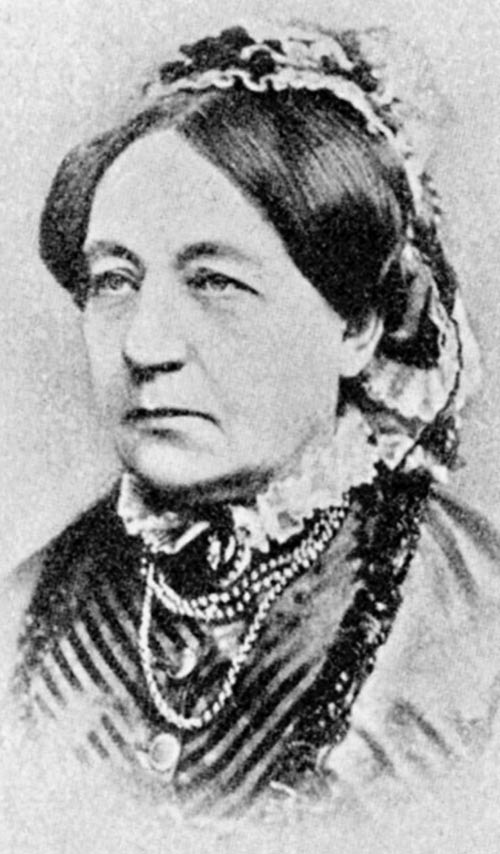
Louise Otto-Peters.

En 1848, l'Allemagne connaît une période révolutionnaire, nommée Révolution de mars. Les femmes soutiennent ce mouvement et accèdent ainsi à la parole publique. Louise Otto-Peters est celle dont la voix porte le plus grâce au journal qu'elle publie et dans lequel elle appelle à l'égalité des droits. Cette demande générale se divise, dans cette seconde partie du XIXe siècle, en deux questions au cœur des premières revendications féminines. La première porte sur l'autonomie économique de la femme dans le couple, la seconde sur les droits politiques. Indissociable de l'indépendance financière, le travail féminin est un sujet qui provoque des débats houleux. Au sein du mouvement socialiste, il est généralement condamné et les syndicats n'acceptent pas que des femmes les rejoignent avant les années 1890. Cela change cependant à partir de 1878 et la parution du livre d'August Bebel, La femme et le socialisme dans lequel l'auteur compare la situation de la femme dans la société capitaliste à celle de l'ouvrier. L'idéal reste la femme au foyer alors que l'homme rapporte un salaire suffisant pour nourrir sa famille. Sur ce point les socialistes rejoignent les vues des mouvements conservateurs. Les féministes du SPD, le parti socialiste allemand, ont beau lutter contre cette représentation, elles ne parviennent pas à la modifier. Cela empire même en 1900 lorsque le code civil est réécrit. En effet, la famille est présentée comme le « fondement de l'État et de la société » et la femme est totalement soumise à son époux. Le SPD n'émet aucune critique contre cette loi et seules les féministes de gauche, hors SPD, protestent. Plusieurs féministes font de l'abrogation de ces textes une priorité et certaines réclament un changement des lois sur le mariage et le divorce, une reconnaissance des enfants nés en dehors du mariage, la décriminalisation de l'avortement, etc.
Les féministes qui appartiennent au mouvement socialiste critiquent violemment celles qui ne partagent pas leurs idées politiques. Elles les considèrent comme des menaces pour la réelle libération des femmes qui ne pourra se faire qu'à l'avènement du socialisme. L'excommunication est aussi valable de l'autre côté. La décision du Bund Deutscher Frauenvereine, fondé en 1894, d'exclure les femmes socialistes de ses rangs le prouve. Les positions des deux groupes sont irréconciliables d'autant que les féministes conservatrices ne cherchent même pas à obtenir l'égalité politique. C'est seulement en 1902, après que le gouvernement eut autorisé les associations politiques féminines, qu'elles revendiquent aussi le droit de vote.
Ce droit de vote est accordé en 1920, après l'instauration de la république de Weimar. Cependant ce n'est pas ce droit que réclamaient le plus les féministes. L'article 218 du Code pénal, qui condamne la femme ayant avorté à cinq ans de prison, est combattu durant toute la fin du XIXe siècle et le début du XXe siècle. Si certaines féministes demandent que l'avortement soit légalisé pour des raisons médicales, d'autres veulent une libéralisation totale. La liberté de la femme commence par la maîtrise de son corps qui ne peut être soumis au mari ou à la loi. Ce combat important est unique à l'époque car aucun autre pays ne voit ses féministes manifester pendant des années pour réclamer ce droit. Durant la république de Weimar, les féministes se heurtent à un front commun du refus qui va des catholiques aux communistes. Si la femme peut avoir des droits dans l'espace public, dans la sphère privée elle doit n'être qu'une épouse obéissante et une mère. Après l'avènement du nazisme en 1933, les revendications féministes ne sont plus de mise. L'avortement est condamné encore plus fermement lorsqu'il s'agit de femmes aryennes alors que le racisme et l'eugénisme amènent les nazis à favoriser l'avortement pour les femmes issues des prétendues « races inférieures » et pour celles souffrant de déficiences mentales. Comme dans les autres pays, il faut attendre les années 1960 pour qu'une seconde vague féministe émerge.

#### Autres pays d'Europe

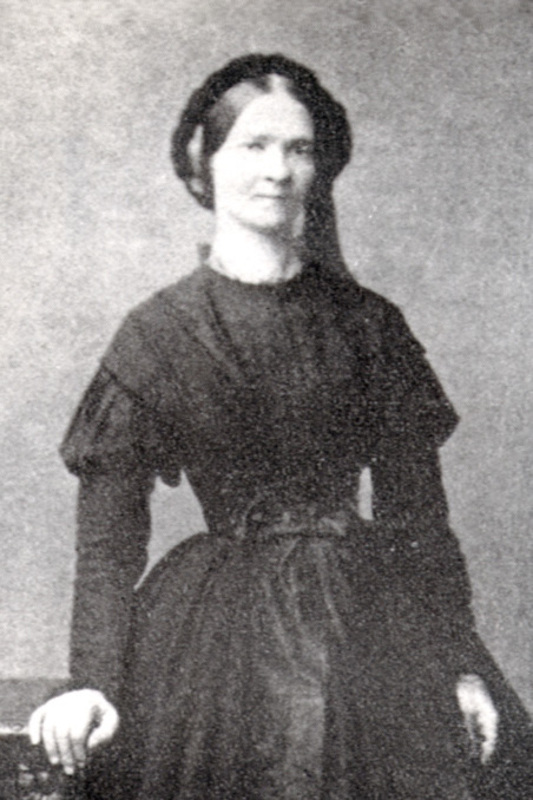
Narcyza Żmichowska (1819-1876).

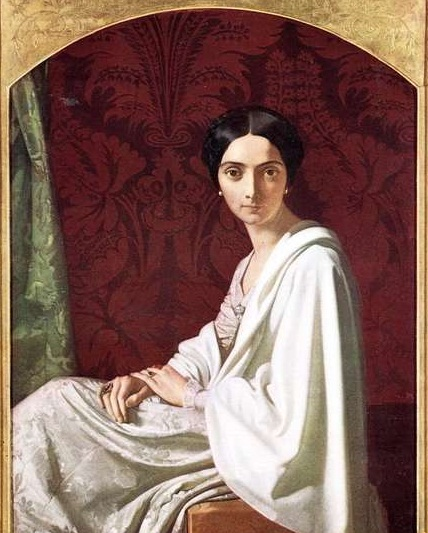
Cristina Trivulzio Belgiojoso (1808-1871), par Henri Lehmann.

Les premiers mouvements féminins, qui donneront par la suite naissance aux groupes féministes, apparaissent dans plusieurs pays européens alors que ceux-ci connaissent des mouvements révolutionnaires. Le Printemps des peuples touche la Pologne, l'Italie, la Tchécoslovaquie où des femmes participent aux luttes et s'organisent dans des associations patriotiques ou d'assistance. La presse joue un rôle important pour diffuser les idées féministes. Ainsi, en Suisse en 1845, Josephine Zehnder-Stadlin publie Die Erzieherin consacré à l'éducation des femmes.
La tenue de salons est un autre moyen de promouvoir les idées féministes. En Pologne, Narcyza Żmichowska crée le « cercle féminin des Enthousiastes » pour promouvoir l'égalité et la liberté. En Italie, pendant la période du Risorgimento, plusieurs femmes, comme Clara Maffei ou Cristina Trivulzio Belgiojoso, tiennent des salons où se diffusent les idées réformatrices dont celle du changement du statut de la femme. Entre 1842 et 1846, Cristina Trivulzio Belgiojoso, inspirée par les idées de Charles Fourier, crée des institutions chargées d'aider les femmes. Enfin, la Bohême, alors dominée par l'Empire austro-hongrois, voit elle aussi fleurir, dans les années 1860, des salons tenus par des femmes, telles que Karolina Světlá ou Zdenka Braunerová, qui sont cependant plus tournés vers la lutte contre la domination impériale. La poussée démocratique est un échec et ces revendications sont alors rejetées lors de la reprise en main par les pouvoirs en place. Les aspirations nationalistes et les combats pour la démocratisation ne parviennent pas à s'imposer et ceux pour l'amélioration de la condition de la femme sont oubliés. Il en est ainsi, du moins, jusqu'au début des années 1870, qui voient l'essor de la société bourgeoise capitaliste et son corollaire des associations qui tentent d'améliorer la vie des femmes.

#### Russie

##### Des origines à 1917
La naissance du féminisme en Russie date du milieu du XIXe siècle alors que le tsar Alexandre II commence à libérer un peu l'expression politique. Parmi les sujets abordés par l'Intelligentsia, la place des femmes dans la nouvelle société qui émerge, est une préoccupation importante. Ceci est d'autant plus discuté qu'une partie des femmes de la noblesse russe, appauvrie par l'abolition du servage de 1861, est amenée à travailler. Les influences étrangères participent aussi de cette prise de conscience. Ainsi l'ouvrage de John Stuart Mill, The Subjection of Women est publié en russe en 1870 mais il faut noter que tous les ouvrages étrangers traitant du sort des femmes sont, à la fin du XIXe siècle, traduits en russe. Comme dans les autres pays européens et aux États-Unis, le mouvement se développe donc et réclame l'égalité des droits avec les hommes. Deux courants se dégagent dans ce mouvement. Le premier est réformateur et veut accompagner les transformations de la société alors que le second est révolutionnaire et prône un changement complet de la société, y compris par des actions violentes. Il est constitué d'anarchistes et de socialistes.
De ce bouillonnement d'idées surgit l'idéal de la « nouvelle femme », telle qu'elle est décrite par Irina Iukina. Ce personnage cultivé et revendicatif ne compte pas son temps pour soutenir les autres femmes à s'épanouir et à se libérer. Ce modèle inspire de nombreuses femmes qui vont s'engager pour aider les autres. Ces premières féministes créent d'abord des associations de bienfaisance. Celles-ci assistent soit les plus pauvres soit les femmes des classes moyennes ou élevées qui ont été déclassées à cause des réformes. Les activités premières sont de procurer une éducation à celles qui en ont le plus besoin et d'aider à trouver du travail. Le désir de participer à la vie politique du pays ne vient que dans un deuxième temps, à partir des années 1880 mais surtout à la fin du XIXe siècle - début du XXe siècle. Pour obtenir les droits civils, est créée en 1905, l'« Association pour l'égalité des droits des femmes » mais, alors que les hommes ont gagné le droit de vote en 1905, les femmes après la révolution en sont encore privé et même les hommes qui approuvaient une amélioration du statut de la femme ne considèrent pas que ce droit doit leur être accordé. Les mouvements féministes se radicalisent alors et un grand nombre se mettent à réclamer le même droit de vote que celui des hommes, gagné récemment. Manifestations, assemblées générales (en 1908, 1910 et 1912), pétitions aux ministres ou aux parlementaires se succèdent, complétées par une littérature féministe en plein essor.

##### Période révolutionnaire

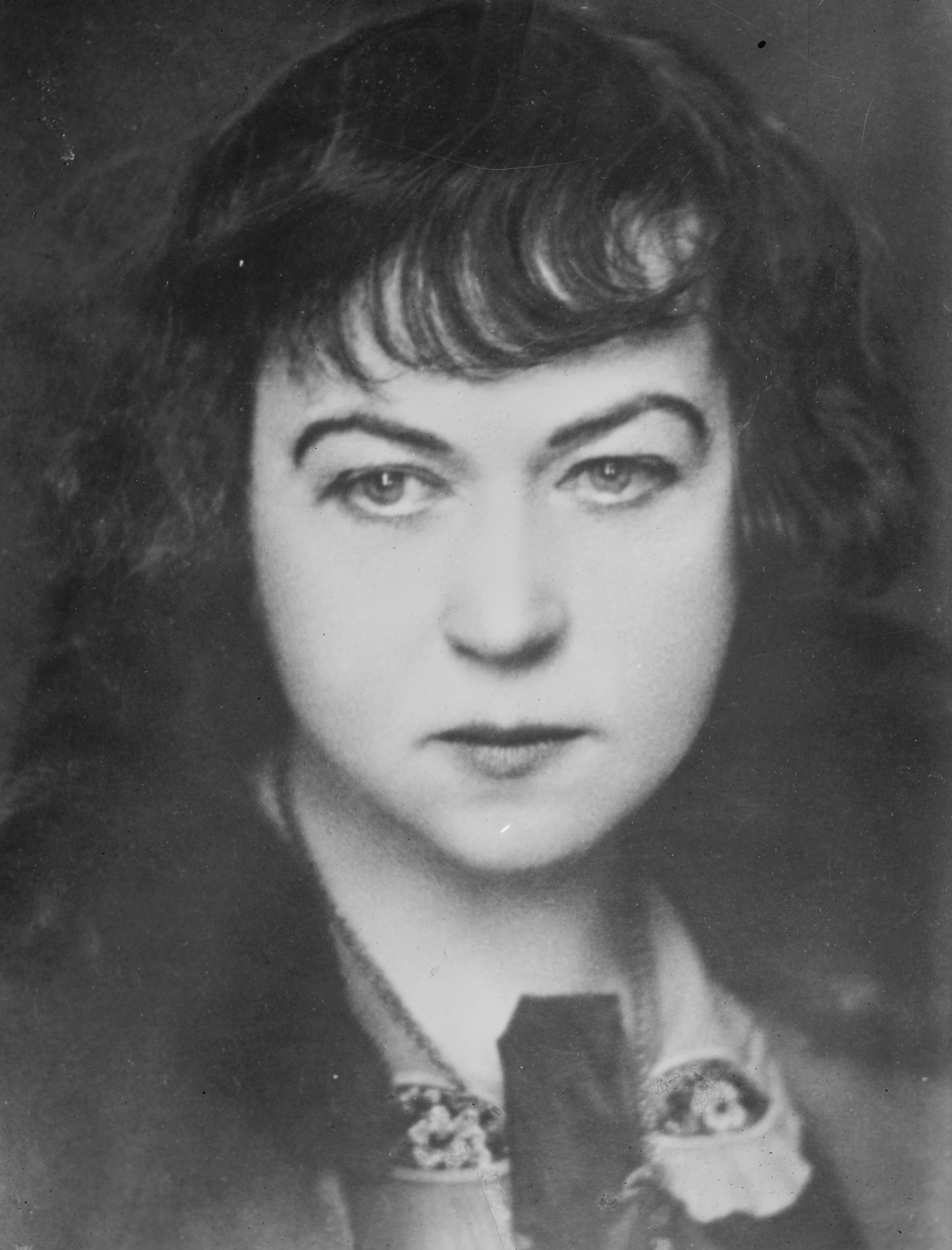
Alexandra Kollontaï (1872-1952).

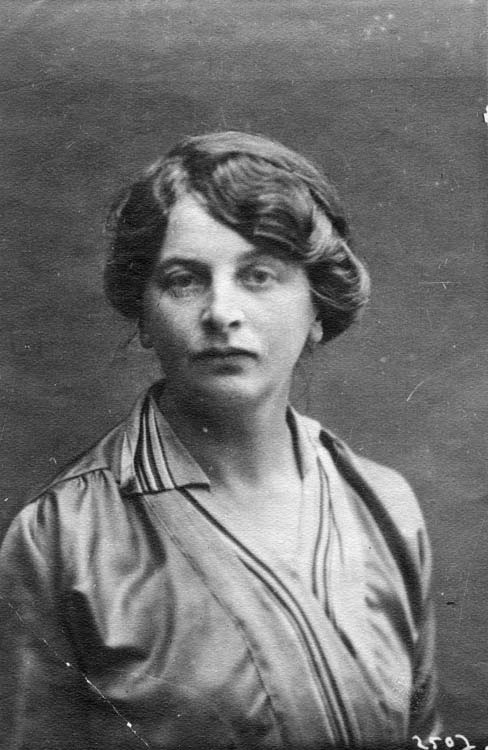
Inès Armand (1874-1920).

Mais, alors que durant la Première Guerre mondiale les femmes des autres pays européens et des États-Unis limitent leurs interventions, les femmes russes profitent de la révolution de 1917 pour gagner de nouveaux droits. En effet, les femmes obligées de prendre la place des hommes partis au front voient leur quotidien se dégrader grandement. Des manifestations et des grèves sont alors organisées et, le 8 mars, une manifestation organisée pour la Journée internationale des femmes se transforme en grève générale à Petrograd,. La révolution qui suit entraîne l'abdication de Nicolas II et la constitution d'un gouvernement révolutionnaire dirigé par Alexandre Kerenski. Celui-ci garantit par un décret, le 20 juillet 1917, le droit de vote des femmes en Russie ainsi que l'égalité dans l'éducation et le travail. Ce droit est confirmé par le gouvernement communiste qui prend le pouvoir lors de la révolution d'Octobre. Dans ce gouvernement se trouve Alexandra Kollontaï qui est, en 1917, la première femme de l'histoire moderne membre d'un gouvernement, en étant commissaire du peuple à l'Assistance publique. Kollontaï, en collaboration avec Inès Armand, crée au sein du Comité central du Parti un département des femmes, nommé le Jednotel. Sous l'impulsion de ces deux femmes, la Russie devient le pays le plus avancé en matière de droits des femmes : garantie de garder son emploi durant la grossesse, égalité absolue des conjoints, congé de maternité, etc. Par ailleurs, le droit à l'avortement gratuit est voté en 1920.

### États-Unis

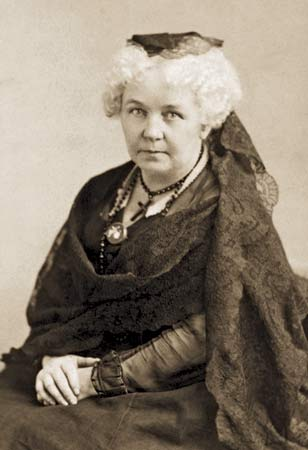
Elizabeth Cady Stanton, rédactrice de la Déclaration de sentiments en 1848.

La date du début du féminisme aux États-Unis est traditionnellement placée en 1848 lors de la Convention de Seneca Falls qui se tient les 19 et 20 juillet. C'est à cette occasion qu'est adoptée la Déclaration de sentiments rédigée par Elizabeth Cady Stanton et dans laquelle les premières revendications contre le pouvoir masculin et pour une réforme de la société sont posées. Les féministes ne sont pas tous d'accord pour réclamer l'égalité entre les deux sexes. Le groupe le plus important insiste sur l'égalité naturelle de tous les êtres humains, le second voit la femme comme étant supérieure à l'homme en faisant preuve de plus de compassion, de tendresse et de pureté. Toutefois les oppositions ne sont pas tranchées et certaines féministes ont au cours de leur vie louvoyé entre ces deux positions. Un autre point de distinction entre les différents groupes est leur rapport à l'utopie socialiste. Dans un cas les féministes soutiennent le système de la propriété individuelle vu comme un moyen pour les femmes de s'affranchir de la domination des hommes, dans le second, proche de l'idéologie socialiste, la mise en commun des biens par les femmes permet à celles-ci de s'affranchir de la domination des époux dans le cadre domestique. Cette position devient très minoritaire après les années 1890. Le conservatisme est de mise dans les organisations féministes qui s'intéressent seulement à promouvoir le droit de vote pour les femmes. En 1890, est fondée la National American Woman Suffrage Association dans laquelle les idées radicales sont tues. Ainsi, la critique de la religion est abandonnée, les relations avec les associations luttant pour les droits des noirs et des immigrés cessent et les actions militantes sont interdites. Cette période est nommée Progressive era et s'étend des années 1890 à 1920.
Ces féministes, appelées par certains auteurs social feminists, bien que cette expression soit critiquée par d'autres, présentent un programme d'amélioration de la société en luttant entre autres contre l'alcoolisme et la prostitution et pour la paix et la protection du consommateur. Le vote des femmes ne serait qu'un moyen pour celles-ci de se conduire dans les affaires de l'État comme elles le font chez elles. Plusieurs associations partagent ces idées dont la Woman's Christian Temperance Union qui est celle qui a rassemblé le plus de femmes. Bien qu'elles apparaissent comme conservatrices, les membres de ces associations ne se soumettent pas au pouvoir en place. Mettant en valeur une image de la femme protectrice, elles portent le combat contre les vices des hommes (alcool, recours à la prostitution, violence) et critiquent le système capitaliste même si elles n'appartiennent pas à la mouvance socialiste. Ces groupes sont constitués pour l'essentiel de femmes blanches issues des classes supérieures de la société. En écho, des femmes noires qui ne sont pas admises dans ces formations créent leur association, la National Association of Colored Women, en 1896. Bien que de nombreuses questions soient proches, les deux mouvements ne se retrouvent pas d'autant que l'association noire combat avant tout la discrimination raciale.

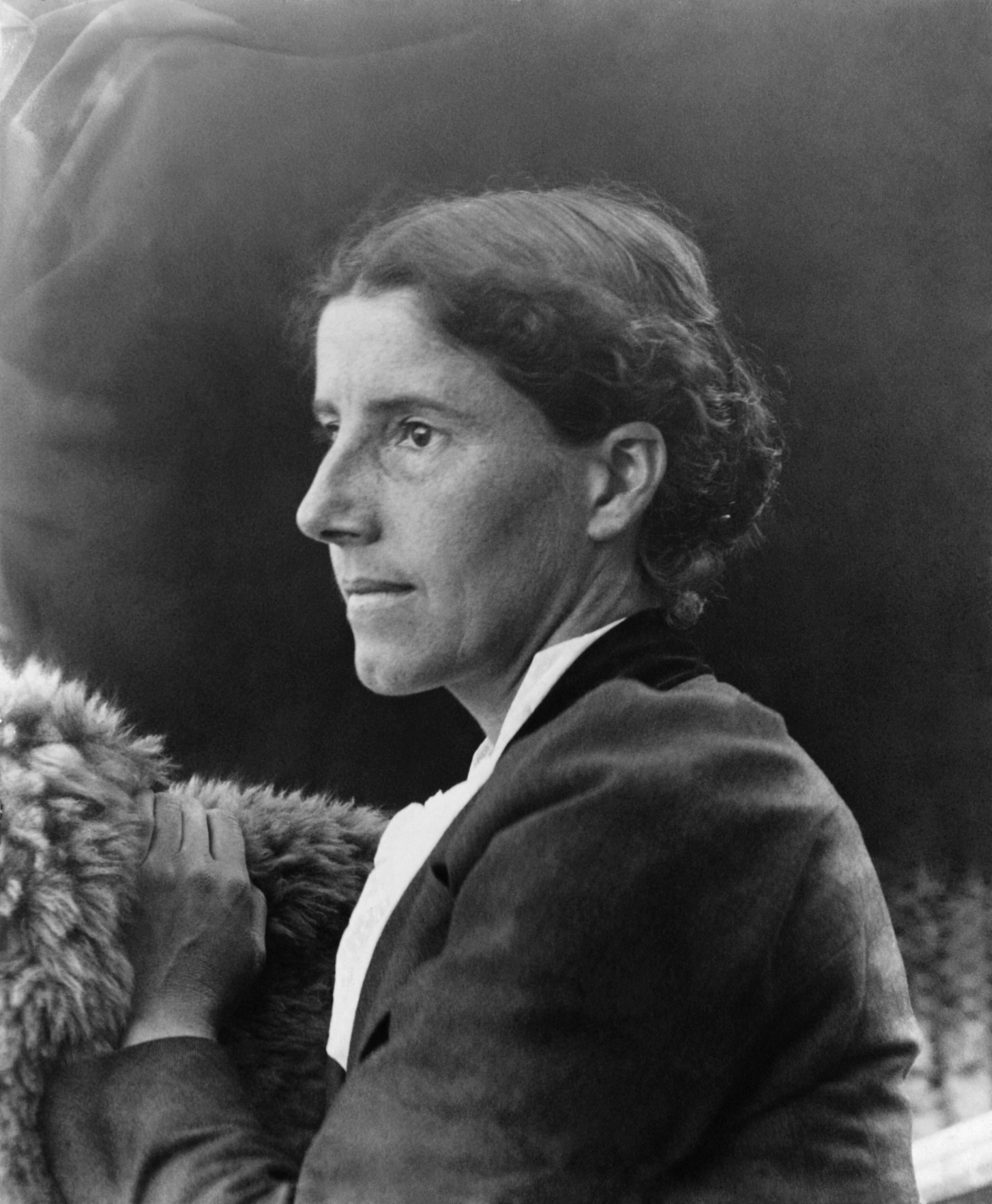
Charlotte Perkins Gilman (1860-1935), vers 1900.

A contrario de ce mouvement féministe s'adressant surtout aux femmes de la haute société, un féminisme socialiste, voire anarchiste, se développe. Bien que son influence soit bien moindre, il parvient à toucher des femmes des classes ouvrières. Pour ces féministes, l'aliénation de la femme est liée au système capitaliste et la libération ne peut venir que d'une remise en cause complète de la société. Une des personnalités marquantes de ce mouvement socialiste est Charlotte Perkins Gilman qui participe aussi au « Feminism ». En effet, bien que la lutte pour l'égalité des droits a commencé dès le XIXe siècle, le terme de féministe apparaît aux États-Unis seulement à partir des années 1910. Le passage de la période précédente à celle-ci n'est pas brusque et de nombreuses femmes continuent à adhérer aux objectifs et aux méthodes qui différencient les premières féministes de celles qui leur succèdent. Les premières luttes, qui rassemblent toutes les féministes, portent sur le droit de vote des femmes. En effet, une fois cela obtenu, des changements importants dans l'éducation et, d'une manière plus générale, dans la société pourraient être mis en place. Cela fait, la condition des femmes s'améliorerait naturellement. Le mouvement Feminist qui s'écrit avec un « F » majuscule pour le différencier du féminisme commun est plus revendicatif. En effet les « Féministes » s'affirment dans un mouvement plus révolutionnaire. Elles ne cherchent pas seulement l'égalité des droits civiques mais veulent aussi une libération sexuelle, rejettent la société chrétienne et ses normes et questionnent la notion même d'identité sexuelle. L'un des premiers groupes notoires est Heterodoxy, fondé en 1913, par Marie Jenney Howe à Greenwich Village, quartier de New York fréquenté par les artistes. Les membres de cette association réfléchissent aux formes de la domination masculine et les moyens d'en libérer les femmes mais ils mettent aussi en pratique leurs idées concernant la libération sexuelle et la recherche du plaisir. En 1914, Henrietta Rodman crée l'Alliance Féministe. Le radicalisme féministe se manifeste aussi en 1916 avec la création du National Women's Party (en) (NWP). La National American Woman Suffrage Association (NAWSA), qui existe depuis 1912, est plus revendicative que durant ses premières années mais apparaît comme encore trop timorée pour certaines féministes. Les membres du NWP, comme les suffragettes anglaises, vont manifester, organiser des actions visibles pour attirer l'attention. Ainsi en 1917, elles occupent la rue devant la Maison-Blanche et entament des grèves de la faim lorsqu'elles sont arrêtées.
En 1920, le droit de vote est accordé aux femmes. Cette victoire marque aussi le reflux du féminisme. Les associations perdent beaucoup de membres, connaissent des scissions et n'adhèrent plus à un programme commun ce qui amène des luttes entre groupes. A contrario, les associations de femmes noires qui ont aussi comme objectif la fin de la discrimination gardent sans difficulté leurs membres. De plus, les années 1920 et 1930 sont marquées par une montée du conservatisme qui nuit à l'expression des féministes. Les jeunes femmes ne voient plus l'importance de lutter pour acquérir l'égalité des droits et le mariage et la maternité sont de nouveau des valeurs reconnues. Il faudra attendre les années 1960 pour que le féminisme retrouve l'énergie déployée durant la fin du XIXe siècle et le début du XXe siècle.

## Objets des luttes
Les féministes de la première vague cherchent avant tout à obtenir l'accès à l'éducation pour toutes les filles, une amélioration de la situation des femmes mariées, une égalité dans le monde du travail et l'accès à la vie politique grâce au droit de vote.

### Éducation
Le droit à l'éducation est la première revendication des pionnières du féminisme au XVIIIe siècle. Tout au long du XIXe siècle, ce sujet reste important. En effet, par le savoir, les femmes pourront mieux intégrer le monde du travail, elles seront aussi plus aptes à jouer un rôle politique. Le savoir semble alors le moyen privilégié pour faire sortir les femmes de leur statut de sujet soumis aux décisions du mari. Pour développer cette éducation féminine, des femmes dans plusieurs pays organisent et financent des cours sans passer par l’État. Dans la seconde moitié du XIXe siècle, des revendications portent sur des sujets plus précis que sont l'accès aux études supérieures et à la formation professionnelle. Au début du XXe siècle la question de la mixité et celle de l'éducation sexuelle apparaissent dans les demandes féministes.

### Situation des femmes mariées
Au Royaume-Uni avant 1857, une femme ne peut demander le divorce même si son mari la trompe alors que l'époux dispose de ce droit. L'épouse ne peut — sans le consentement de son conjoint — rédiger un testament, signer un bail, poursuivre quelqu'un en justice, posséder des biens propres, etc. Caroline Norton écrit de nombreux textes sur ce thème et, en 1857, la loi du Marriage and Divorce Act reprend plusieurs de ses idées.

#### Sexualité

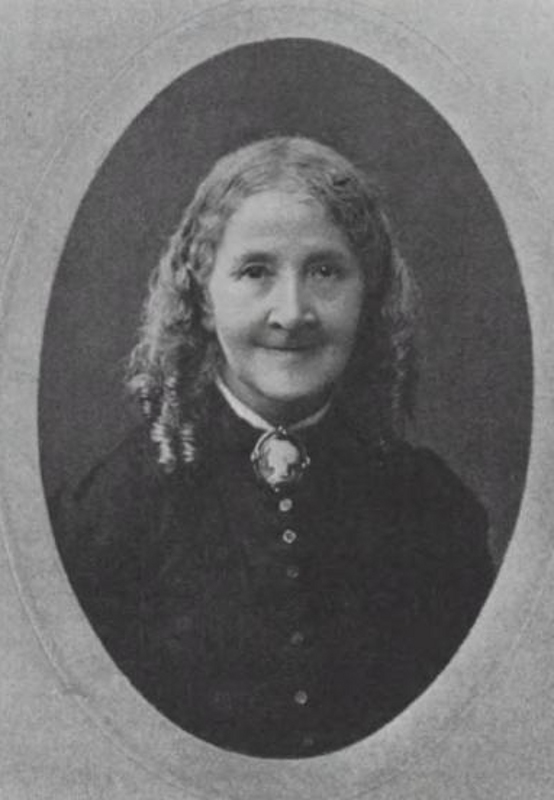
L'essayiste Elizabeth Wolstenholme (1833-1918).

Bien que la sexualité féminine n'a pas le droit de cité dans la société victorienne, de nombreuses féministes abordent de front cette question. Tout d'abord, les violences sexuelles, en particulier les viols conjugaux sont au cœur des écrits d'Elizabeth Wolstenholme, membre des Ladies of Langham Place, qui préconise le refus de relations sexuelles par la femme mariée afin que celle-ci puisse retrouver ses droits. Une autre façon d'aborder cette question est de la lier à celles de la prolifération des maladies vénériennes, en particulier la gonorrhée et la syphilis. Ainsi Wolstenholme-Elmy est membre de la Ladies National Association for the Abolition of the Contagious Disease. L'action de Josephine Butler au sein de cette association pousse le gouvernement à voter en 1860 les Contagious Disease Acts. La lutte contre ces maladies est prioritaire pour ces féministes car, d'après une estimation faite par Christabel Pankhurst dans son ouvrage The Great Scourge and How to End It publié en 1913, 80 % des hommes souffriraient de la gonorrhée et 20 % de la syphilis et contamineraient sans aucun égard des jeunes filles. Celles-ci ignoreraient tout de ces maladies car la lecture de livres médicaux leur est interdite.

#### Contrôle des naissances

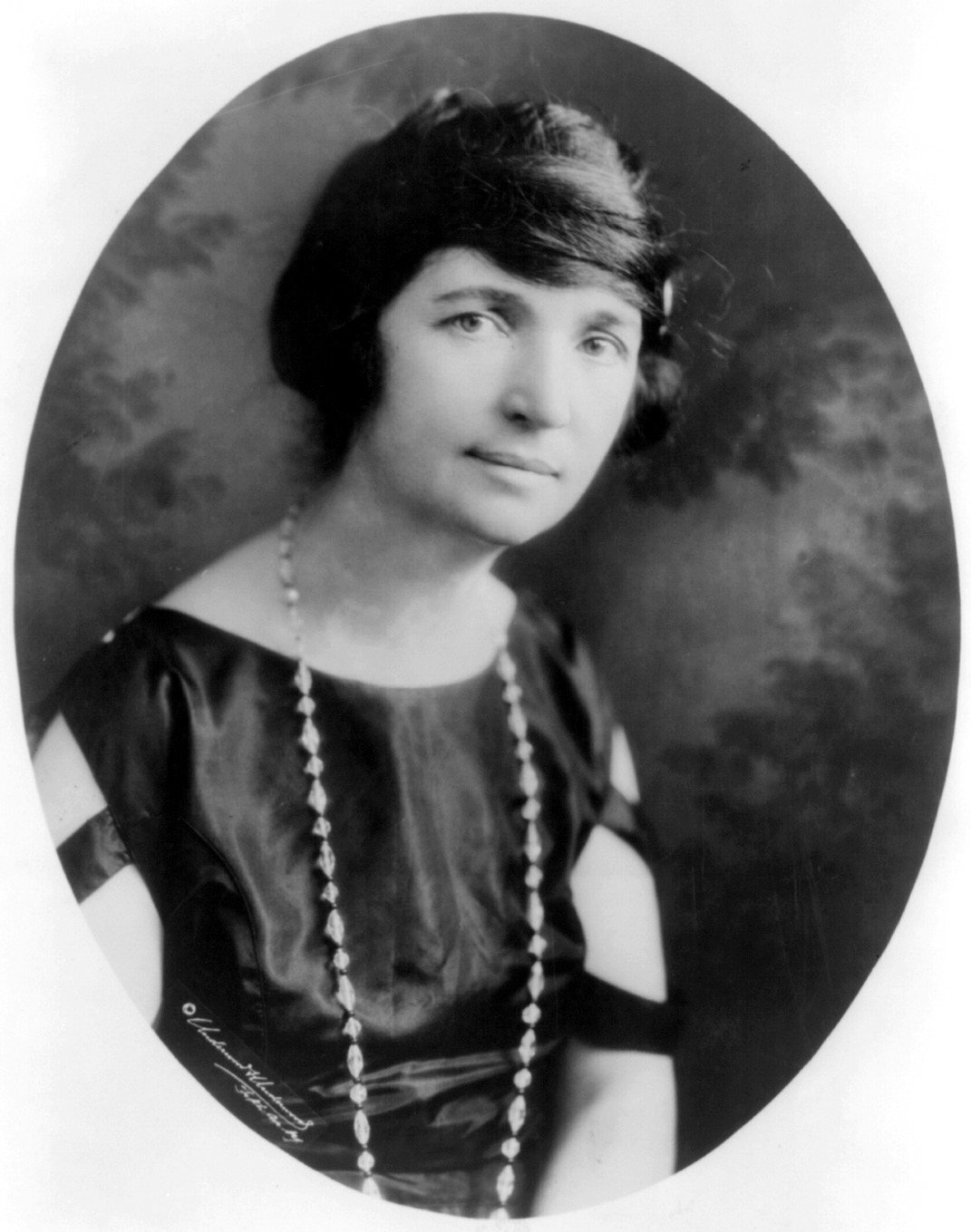
Margaret Sanger-Underwood.

De tous les sujets portés par les féministes sur la place publique le contrôle des naissances est sans doute le plus tabou. Ainsi, au Royaume-Uni, Annie Besant et Charles Bradlaugh rééditent en 1877 The Fruits of Philosophy qui traite de la contraception et qui les fait condamner pour avoir publié un livre jugé « obscène » par l'accusation. Ce sujet est aussi l'un des plus discutés parmi les féministes car nombre d'entre elles pensent que l'accès à la contraception permettrait aux hommes d'imposer encore plus leurs désirs sexuels à leurs femmes. Le célibat est dans ce cas préféré à la contraception. Il en va de même aux États-Unis où des féministes socialistes comme Charlotte Perkins Gilman voient dans la contraception un moyen supplémentaire pour les hommes de nier la personnalité des femmes et rendraient donc celles-ci plus vulnérables. A contrario, Margaret Sanger qui appartient à la même mouvance féministe que Gilman, se fait l'avocate du contrôle des naissances en insistant sur la liberté que cela donnerait aux épouses et sur l'amélioration de leur état de santé. De plus, le système capitaliste ne pourrait fonctionner si la population diminuait. Cependant de tels discours inspirés par le socialisme disparaissent de l'espace public à partir de 1917, lorsque les communistes prennent le pouvoir en Russie.

### Travail des femmes

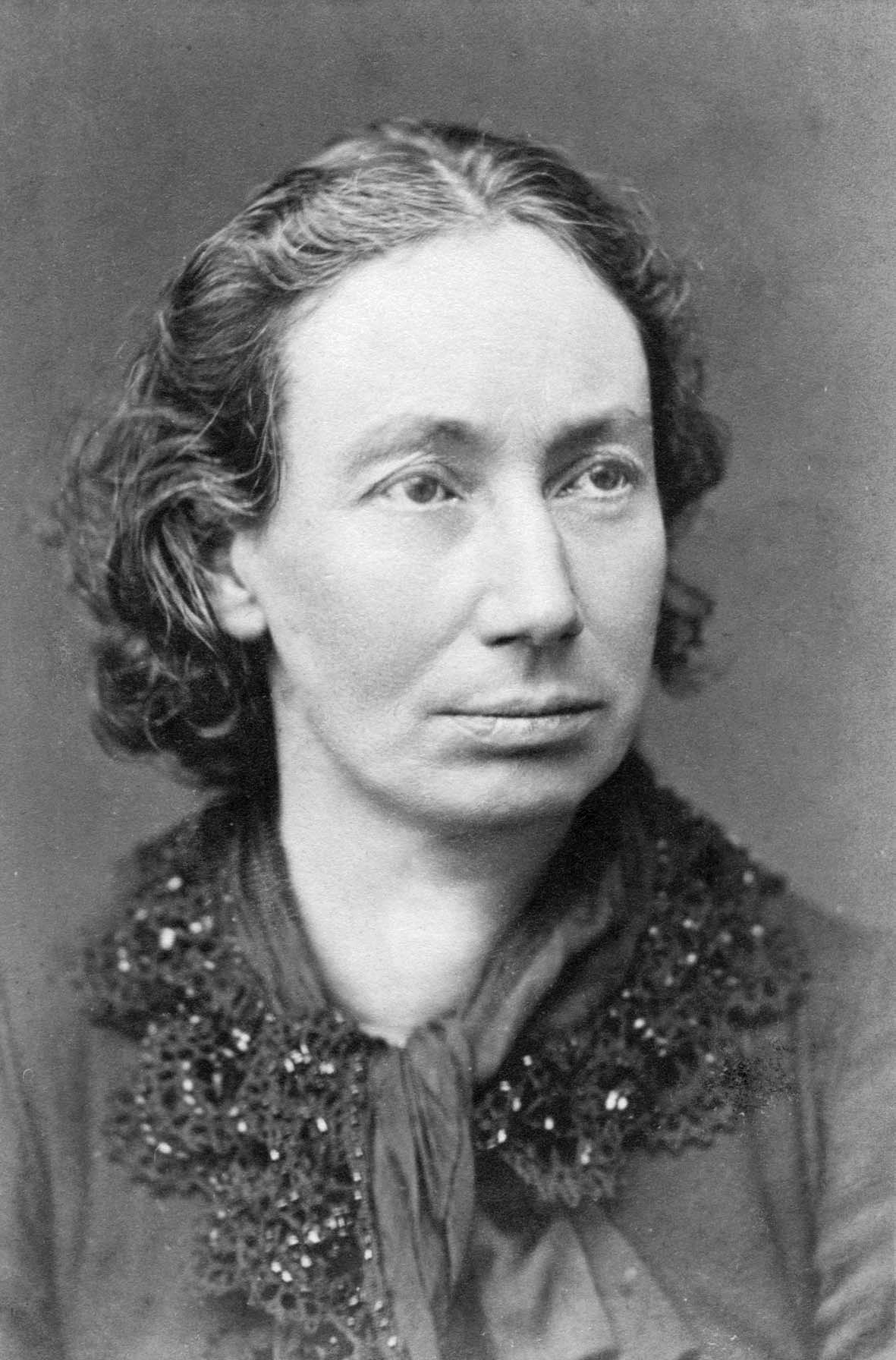
Louise Michel (1830-1905), signataire de la première déclaration pour l'égalité des droits entre hommes et femmes, publiée en 1866.

Le travail des femmes est une préoccupation forte en Europe dans la deuxième partie du XIXe siècle. Le droit de travailler est réclamé par les féministes issues de la bourgeoisie. Ceci amène ensuite des revendications pour que les femmes aient les mêmes salaires que les hommes. C'est à partir de 1921, en Suisse, lors du 2e congrès des intérêts féminins, qu'apparaît le slogan « à travail égal, salaire égal ». Cependant, cette volonté de pouvoir travailler n'est pas acceptée par tous les mouvements politiques. Ainsi, lors du congrès de l'Internationale ouvrière de septembre 1866, la majorité des représentants condamne le travail féminin comme un mal issu du capitalisme. La femme doit se libérer du travail en étant épouse et mère. Cependant cette résolution est vivement critiquée par les féministes qui font publier un appel réclamant l'égalité des droits civils, du droit à l'éducation et du droit au travail. Le texte signé par 38 femmes dont Maria Deraismes, André Léo et Louise Michel paraît dans le journal Le Droit des femmes. Par ailleurs, le travail féminin peut être subi plutôt que voulu. Les ouvrières, obligées de travailler, se battent pour une amélioration de leurs conditions de vie. Cela passe par la journée de 8 heures, la constitution d'un corps d'inspectrice de fabriques, l'interdiction du travail de nuit, etc. Cette question du travail de nuit divise les féministes car en 1892, en France, celui-ci est interdit. Si cette loi est présentée comme protectrice pour les femmes, elle est critiquée par des féministes comme Maria Deraismes, qui y voient une restriction de leur liberté.

### Droit de vote

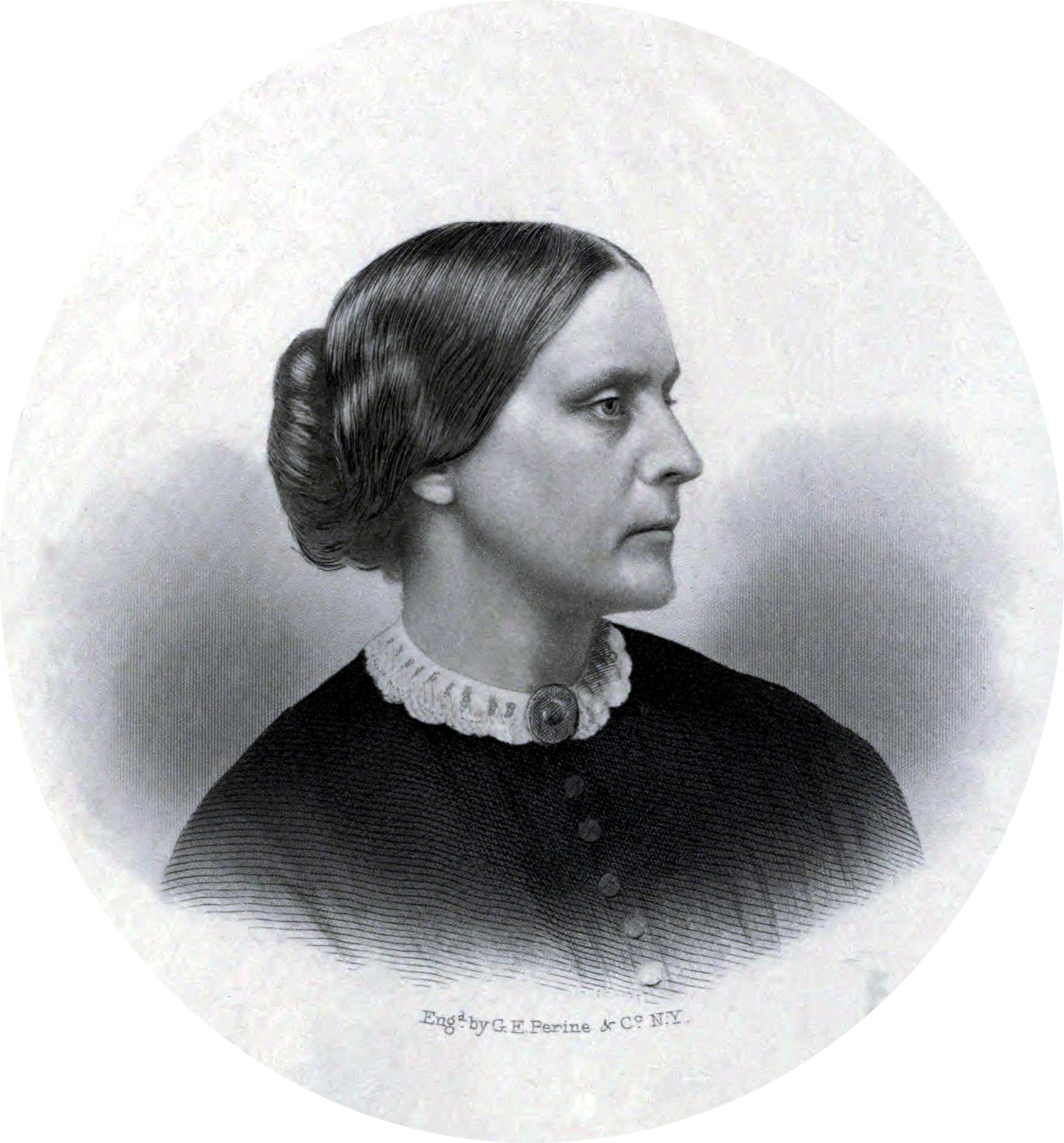
L'américaine Susan B. Anthony (1820-1906), gravure de 1855.

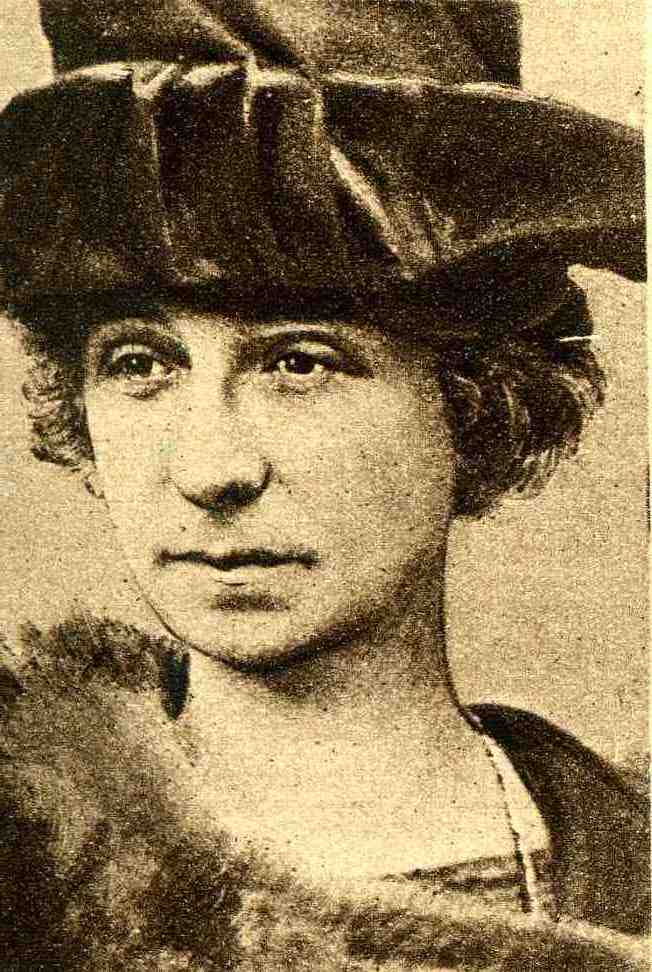
Maria Vérone (1874-1938).

Le droit de vote est réclamé durant tout le XIXe siècle même si, selon les pays et les périodes, il apparaît comme primordial ou secondaire.
Au Royaume-Uni, les féministes cherchent d'abord à convaincre et choisissent la légalité. De la pétition déposée par Stuart Mill demandant au troisième débat sur la troisième réforme du droit de vote en 1884, c'est la discussion qui est préférée. Mais en 1903 la création de la Women's Social and Political Union montre un changement de ton. Les suffragettes utilisent des méthodes parfois violentes, voire illégales, et la réponse des autorités est sévère puisque les féministes arrêtées sont parfois mises en prison. Celles qui choisissent la grève de la faim sont nourries de force. C'est le rôle des femmes durant la Première Guerre mondiale qui amène, en 1918, le gouvernement à accorder le droit de vote aux femmes de plus de trente ans.
Aux États-Unis en 1869, deux organisations voient le jour : la National Woman's Suffrage Association de Susan B. Anthony et Elizabeth Cady Stanton et l’American Woman Suffrage Association créée par Lucy Stone et Henry Blackwell. Ces groupes fusionnent en 1890. De 1870 à 1910, 480 campagnes sont organisées pour obtenir l’organisation de référendums locaux. Cela aboutit à ce que dix-sept soient tenus dans différents États américains. Deux seulement aboutissent à une victoire pour le droit de vote des femmes. Le début de la Première Guerre mondiale marque une pause dans la revendication féministe mais, dès 1916, le mouvement est relancé, notamment grâce à Carrie Chapman Catt et son Winning Plan (Plan de la victoire). Le 26 août 1920, le XIXe amendement de la Constitution garantissant le droit de vote aux femmes est promulgué.
En France, Hubertine Auclert fonde en 1876 Le Droit des Femmes, le premier groupe français revendiquant le suffrage féminin. Les années 1910 voient l'Union française pour le suffrage des femmes et la Ligue française pour le droit des femmes, dirigée par Maria Vérone, organiser des campagnes pour obtenir le droit de vote. Peu de manifestations sont organisées car elles sont immédiatement réprimées par les autorités. Il faudra attendre l'après-guerre pour que le droit de vote leur soit accordé, le 21 avril 1944, par une ordonnance du Comité français de Libération nationale, signée par Charles de Gaulle.